# フロム・アンダー・ザ・コーク・ツリー
『フロム・アンダー・ザ・コーク・ツリー』(From Under the Cork Tree)は、フォール・アウト・ボーイの2作目及びメジャーデビューアルバム。ニール・アヴロンがプロデュースを手掛けている。アルバムのタイトルはMunro Leaf著の「The Story of Ferdinand」より 。

## 収録曲
1. 僕らは訴えられずに済んだ - Our Lawyer Made Us Change the Name of This Song so We Wouldn't Get Sued
2. オブ・オール・ザ・ジン・ジョインツ・イン・オール・ザ・ワールド - Of All the Gin Joints in All the World
3. ダンス、ダンス - Dance, Dance
  - 2ndシングル。2005年10月17日リリース。
4. シュガー、ウィア・ゴーイン・ダウン - Sugar, We're Goin Down
  - 1stシングル。2005年6月1日リリース。
5. ノーバディ・プッツ・ベイビー・イン・ザ・コーナー - Nobody Puts Baby in the Corner
6. 暗い裏道とバッド・アイディア - I've Got a Dark Alley and a Bad Idea that Says You Should Shut Your Mouth (Summer Song)
7. 7・ミニッツ・イン・ヘヴン - 7 Minutes in Heaven (Atavan Halen)
  - この歌は、かつてベースのピート・ウェンツがドラッグにおぼれていた苦悩の経験について歌われている。
8. ソフォモア・スランプ・オア・カムバック・オブ・ザ・イヤー - Sophomore Slump or Comeback of the Year
9. シャンペイン・フォー・マイ・リアル・フレンズ、リアル・ペイン・フォー・マイ・シャム・フレンズ - Champagne for My Real Friends, Real Pain for My Sham Friends
10. 僕についてのばかげた歌 - I Slept with Someone in Fall Out Boy and All I Got was This Stupid Song Written About Me
11. ア・リトル・レス・シックスティーン・キャンドルズ、ア・リトル・モア・“タッチ・ミー” - A Little Less Sixteen Candles, a Little More "Touch Me"
  - 3rdシングル。2006年7月6日リリース。
12. ゲット・ビズィ・リヴィング・オア・ゲット・ビズィ・ダイイング - Get Busy Living or Get Busy Dying
  - 歌の後半で、ギターのジョー・トローマンとベースのピート・ウェンツもボーカルとして歌っている。
13. XO - XO
14. ザ・ミュージック・オア・ザ・ミザリー - The Music or the Misery
15. ノーバディ・プッツ・ベイビー・イン・ザ・コーナー - Nobody Puts Baby in the Corner （アコースティック・バージョン）

- 14曲目、15曲目は日本盤のみ収録のボーナス・トラック。